# العلاقات البرازيلية القرغيزستانية
العلاقات البرازيلية القيرغيزستانية هي العلاقات الثنائية التي تجمع بين البرازيل وقيرغيزستان.

## مقارنة بين البلدين
هذه مقارنة عامة ومرجعية للدولتين:
| وجه المقارنة                                              | البرازيل | قيرغيزستان                      |
| --------------------------------------------------------- | --- | ------------------------------- |
| المساحة (كم2)                                             | 8.52 مليون | 199.95 ألف                      |
| عدد السكان (نسمة)                                         | 202.66 مليون | 6.20 مليون                      |
| الكثافة السكانية (ن./كم²)                                 | 23.79 | 31.01                           |
| العاصمة                                                   | برازيليا، ريو دي جانيرو | بيشكك                           |
| اللغة الرسمية                                             | برتغالية برازيلية، Brazilian Sign Language ‏ | اللغة الروسية، اللغة القيرغيزية |
| العملة                                                    | ريال برازيلي، كروزيرو ريال برازيلي ‏، كروزيرو البرازيلية (1990–1993)، البرازيلي كروزادو نوفو، كروزادو برازيلي، cruzeiro ‏، كروزيرو البرازيلية (1942–1967)، الريال البرازيلي (قديم) | سوم قيرغيزستاني                 |
| الناتج المحلي الإجمالي (بليون دولار)                      | 2.06 تريليون | 7.56 مليار                      |
| الناتج المحلي الإجمالي (تعادل القوة الشرائية) بليون دولار | 3.22 تريليون | 20.45 مليار                     |
| الناتج المحلي الإجمالي الاسمي للفرد دولار أمريكي          | 8.54 ألف | 1.10 ألف                        |
| الناتج المحلي الإجمالي للفرد دولار أمريكي                 | 15.89 ألف |                                 |
| مؤشر التنمية البشرية                                      | 0.754 | 0.655                           |
| رمز المكالمات الدولي                                      | +55 | +996                            |
| رمز الإنترنت                                              | .br | .kg                             |
| المنطقة الزمنية                                           | | ت ع م+06:00                     |

## منظمات دولية مشتركة
يشترك البلدان في عضوية مجموعة من المنظمات الدولية، منها:
| علم المنظمة | اسم المنظمة                        | تاريخ انضمام البرازيل | تاريخ انضمام قيرغيزستان |
| ----------- | ---------------------------------- | --------------------- | ----------------------- |
|             | الاتحاد البريدي العالمي            | ?                     | ?                       |
|             | يونسكو                             | 4 نوفمبر 1946         | 2 يونيو 1992            |
|             | البنك الدولي للإنشاء والتعمير      | 14 يناير 1946         | 18 سبتمبر 1992          |
|             | منظمة التجارة العالمية             | ?                     | ?                       |
|             | وكالة ضمان الاستثمار متعدد الأطراف | 7 يناير 1993          | 21 سبتمبر 1993          |
|             | الاتحاد الدولي للاتصالات           | 4 يوليو 1877          | 20 يناير 1994           |
|             | منظمة الشرطة الجنائية الدولية      | ?                     | ?                       |
|             | مؤسسة التمويل الدولية              | 31 ديسمبر 1956        | 11 فبراير 1993          |
|             | الأمم المتحدة                      | 24 أكتوبر 1945        | 2 مارس 1992             |
|             | مؤسسة التنمية الدولية              | 15 مارس 1963          | 24 سبتمبر 1992          |
|             | منظمة حظر الأسلحة الكيميائية       | ?                     | ?                       |

## وصلات خارجية
- موقع وزارة الخارجية البرازيلية